# Usi
Usi (hangul: 우시군, Usi-kun, handzsa: 雩時郡, RR: Usi-kun, ’esőtánc ideje’) megye Észak-Koreában, Csagang (Chagang) tartományban.
1952-ben vált le Észak-Phjongan (P'yŏngan) Pjoktong (Pyŏktong) megyéjéről. Nevét két kicsiny falu, U (우 / 雩; esőkérő sámáni szertartás) és Si (시 / 時; idő) egyesítéséből alkották meg

## Földrajza
Északról a Szuphung (Sup'ung)-tó, északkeletről Cshoszan (Ch'osan), keletről Kophung (Kop'ung), délkeletről Szongvon (Songwŏn), nyugatról Észak-Phjongan (P'yŏngan) tartomány Tongcshang (Tongch'ang) és Pjoktong (Pyŏktong) megyéi határolják.
Legmagasabb pontja a 1149 méter magas Tebongszan (대봉산; 大峯山, Taebongsan).

## Közigazgatása
1 községből (up (ŭp)), 22 faluból (ri (ri)) és 1 munkásnegyedből (rodongdzsagu (rodongjagu)) áll:
| - Usi-up (우시읍; 雩時邑, Usi-ŭp) - Parun-rodongdzsagu (발은로동자구; 發銀勞動者區, Parŭn-rodongjagu) - Kaszang-ri (가상리; 加上里, Kasang-ri) - Kadzsung-ri (가중리; 加中里, Kajung-ri) - Kaha-ri (가하리; 加下里, Kaha-ri) - Kumszong-ri (금성리; 金城里, Kŭmsŏng-ri) - Kumjang-ri (금양리; 金陽里, Kŭmyang-ri) - Tephjong-ri (대평리; 大坪里, Taep'yŏng-ri) - Rjonghe-ri (룡해리; 龍海里, Ryonghae-ri) - Pjolszang-ri (별상리; 別上里, Pyŏlsang-ri) - Pjolha-ri (별하리; 別下里, Pyŏlha-ri) - Puhung-ri (부흥리; 富興里, Puhŭng-ri) | - Pukszang-ri (북상리; 北上里, Puksang-ri) - Pukha-ri (북하리; 北下里, Pukha-ri) - Szangphjong-ri (상평리; 上坪里, Sangp'yŏng-ri) - Siszang-ri (시상리; 時上里, Sisang-ri) - Siha-ri (시하리; 時下里, Siha-ri) - Oszang-ri (오상리; 五上里, Osang-ri) - Oha-ri (오하리; 吾下里, Oha-ri) - Uszang-ri (우상리; 雩上里, Usang-ri) - Udzsung-ri (우중리; 雩中里, Ujung-ri) - Phjongszang-ri (평상리; 坪上里, P'yŏngsang-ri) - Hacshang-ri (하창리; 下倉里, Hach'ang-ri) - Haphjong-ri (하평리; 下坪里, Hap'yŏng-ri) |

## Gazdaság
Usi (Usi) megye gazdasága élelmiszeriparra, vegyiparra és papírgyártásra épül.

## Oktatás
Usi (Usi) megye ismeretlen számú oktatási intézménynek, illetve egy könyvtárnak ad otthont.

## Egészségügy
A megye kb. 20 egészségügyi intézménnyel rendelkezik, köztük saját kórházzal.

## Közlekedés
A megye közutakon Sinidzsu (Sinŭiju) és Kanggje (Kanggye) felől közelíthető meg.